# Papelucho, Romelio y el castillo
Papelucho, Romelio y el castillo es una novela corta de la escritora chilena Marcela Paz, publicada póstumamente. Es la decimocuarta entrega de la serie literaria infantil creada por la autora que tiene como protagonista a Papelucho, un ingenioso niño chileno.

## Orígenes
La iniciativa de publicar póstumamente el libro nació de la hija de la autora, Paula Claro, quien debió convencer a sus hermanos ante su negativa inicial.
Originalmente, el libro iba a titularse "Papelucho doctor". 
El libro se publicó en conjunto con Adiós planeta, por Papelucho el 4 de noviembre de 2017, siendo ambos presentados en la Feria Internacional del Libro de Santiago (FILSA), en la Estación Mapocho, donde además se celebraron los setenta años de la serie.

## Argumento
Romelio invita a Papelucho a su misterioso castillo desconocido por todos. Papelucho no tardará en descubrir que el castillo alberga un enigmático tesoro y unas trillizas ultrasónicas.

## Personajes principales
- Papelucho
- Romelio